# Tomás Loyarte
Juan Tomás Loyarte (Santa Fe, 16 ottobre 1901 – ...) è stato un calciatore argentino, di ruolo attaccante.

## Biografia

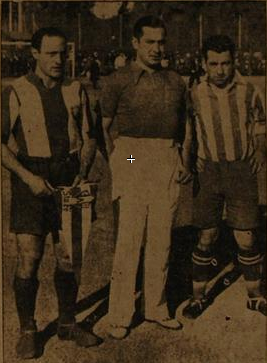
Loyarte nell'Unión a destra

Ha debuttato al Newell's Old Boys a Rosario nei primi anni '20, ha giocato un totale di otto partite e ha segnato due gol, per due anni nel club Rosario dove è stato due volte campione della Copa Nicasio Vila, poi sarebbe andato nella città di Santa Fe per giocare nel Colón, dove ha giocato per 4 anni ed è stato quattro volte campione della Federazione di calcio a piedi di Santa Fe, nel 1926 è andato nel Gimnasia y Esgrima ed è stato uno dei grandi personaggi, in Ginnastica e Scherma è stato due volte campione della Federazione di Calcio di Santa Fe e altre due volte della Liga Santafesina de Fútbol, già negli ultimi anni da calciatore andò all'Union di Santa Fe dove si ritirò.

## Caratteristiche tecniche
Giocava come interno destro.

## Squadra Nazionale
Partecipò alla nazionale argentina che ha giocato il campionato sudamericano nel 1924 disputato in Uruguay, debuttando il 12 ottobre in quello che era un pareggio contro il Paraguay, ha anche segnato un gol contro il Cile.

### Partecipazione al campionato sudamericano
| Edizione | Sede    | Selezione                                      | Risultato        | Partite | Gol |
| -------- | ------- | ---------------------------------------------- | ---------------- | ------- | --- |
| VIII     | Uruguay | Argentina (Nazionale di calcio dell'Argentina) | Secondo arrivato | 3       | 1   |

## Club
| Club               | Provincia    | Paese     | Anno      |
| ------------------ | ------------ | --------- | --------- |
| Newell's Old Boys  | Santa Fe     | Argentina | 1921-1922 |
| Colón              | Santa Fe     | Argentina | 1922-1925 |
| Gimnasia y Esgrima | Santa Fe     | Argentina | 1926-1933 |
| San Lorenzo        | Buenos Aires | Argentina | 1933      |
| Unión              | Santa Fe     | Argentina | 1934-1936 |

## Palmarès

### Campionati regionali
| Club               | Lega             | Paese     | Anno |
| ------------------ | ---------------- | --------- | ---- |
| Newell's Old Boys  | Rosarina         | Argentina | 1921 |
| Newell's Old Boys  | Rosarina         | Argentina | 1922 |
| Colón              | Fed. Santafesina | Argentina | 1922 |
| Colón              | Fed. Santafesina | Argentina | 1923 |
| Colón              | Santafesina      | Argentina | 1924 |
| Colón              | Santafesina      | Argentina | 1925 |
| Gimnasia y Esgrima | Fed. Santafesina | Argentina | 1927 |
| Gimnasia y Esgrima | Fed. Santafesina | Argentina | 1928 |
| Gimnasia y Esgrima | Santafesina      | Argentina | 1931 |
| Gimnasia y Esgrima | Santafesina      | Argentina | 1933 |
| Unión              | Santafesina      | Argentina | 1934 |
| Unión              | Santafesina      | Argentina | 1935 |
| Unión              | Santafesina      | Argentina | 1936 |